# Grand Prix der Volksmusik 1998

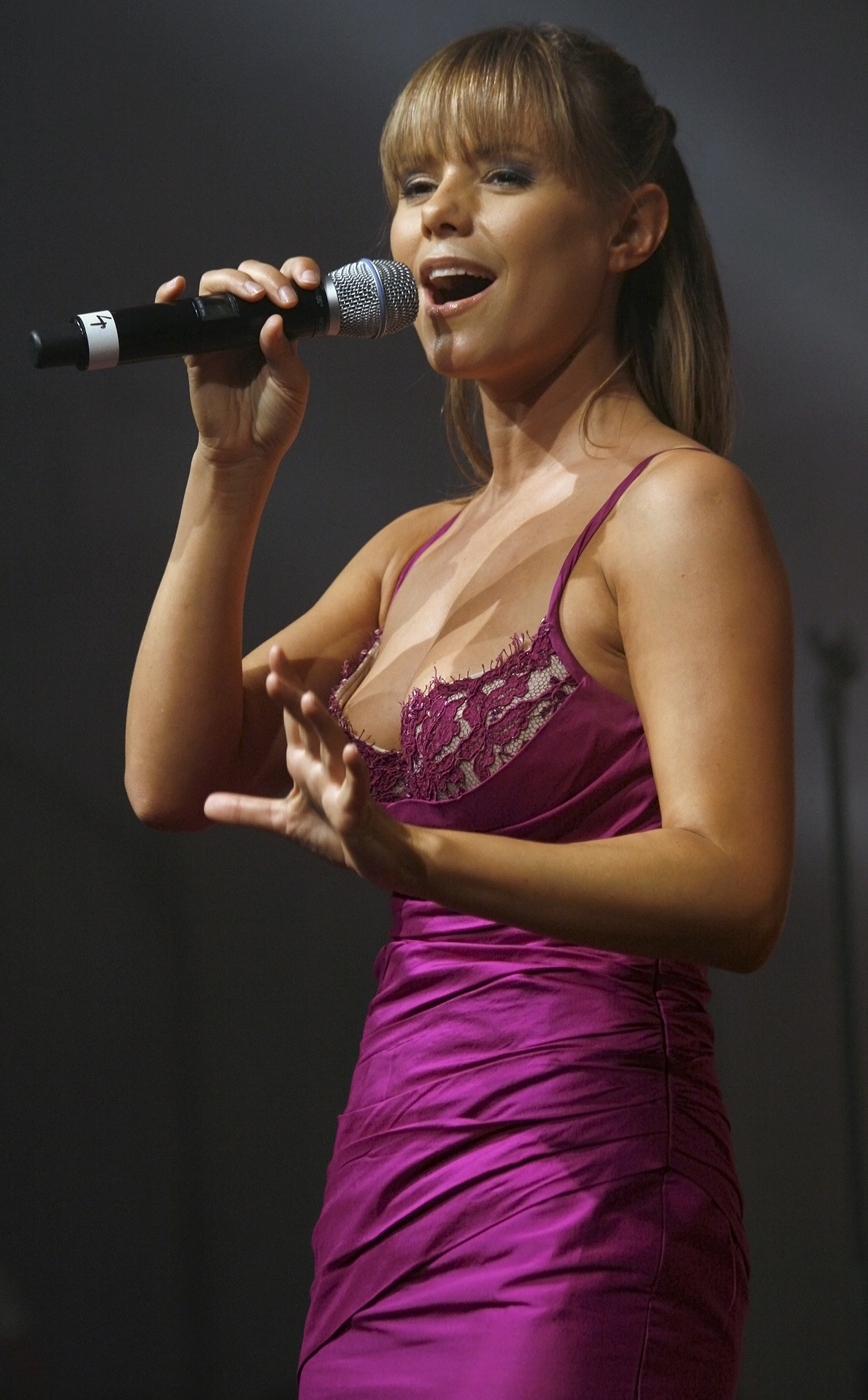
Francine Jordi, Siegerin des Grand Prix der Volksmusik 1998, bei einem Konzert in Wien 2008

Der 13. Grand Prix der Volksmusik fand am 5. September 1998 in Wien (Österreich) statt. Teilnehmerländer waren wie in den Vorjahren Deutschland, Österreich und die Schweiz. Wie bereits seit 1989 wurde auch in diesem Jahr in jedem Land zuvor eine öffentliche Vorentscheidung im Fernsehen durchgeführt. Dabei wurden jeweils 5 Titel für das Finale ermittelt. Die schweizerische Vorentscheidung fand am 11. April in Interlaken, die deutsche im Juni in Hof (Freiheitshalle) und die österreichische am ? in ? statt. Die Veranstaltungen, zu denen jeweils eine CD mit allen Teilnehmern erschien, wurden live übertragen.
Das Finale wurde vom ORF im Rahmen einer Eurovisionssendung aus Wien übertragen und vom ZDF und von der SRG übernommen. Moderatoren waren wieder Carolin Reiber (Deutschland), Karl Moik (Österreich) und Sepp Trütsch (Schweiz), die bereits durch die jeweiligen Vorentscheidungen ihres Landes führten. Die Startfolge der Titel und Länder war zuvor ausgelost worden. Nach Vorstellung der Titel ermittelten mehrere Jurys aus den Teilnehmerländern ihren Favorit, wobei die Titel des eigenen Landes nicht bewertet werden durften.
Am Ende der Wertung stand dann Francine Jordi als Siegerin des Grand Prix der Volksmusik 1998 fest. Ihr Titel Das Feuer der Sehnsucht hatte Tomislav Mustac komponiert und getextet. Damit holte die Sängerin nach Géraldine Olivier (1995), Daniela und Dirk (1996) und Sandra Weiss (1997) zum vierten Mal in Folge den Sieg des Grand Prix in die Schweiz.
Als Austragungsort des nächsten Grand Prix der Volksmusik 1999 wurde unabhängig vom Land des Siegers Erfurt festgelegt.

## Die Platzierung der schweizerischen Vorentscheidung 1998
Die ersten fünf Titel kamen ins Finale.
| Startnr.          | Interpret                       | Titel                                   | Platz              | Punkte             |
| ----------------- | ------------------------------- | --------------------------------------- | ------------------ | ------------------ |
| 04                | Francine Jordi                  | Das Feuer der Sehnsucht                 | 01.                | 107                |
| 10                | Adrian Eugster                  | Tagträume                               | 02.                | 081                |
| 15                | Markus Rüeger                   | Ich mach es, wenn du lachst             | 03.                | 070                |
| 14                | Stixi und Sonja                 | Im Appenzöllerland                      | 04.                | 058                |
| 05                | Carlo Brunner & Philipp Mettler | Romantische Brise                       | 05.                | 055                |
| 06                | Stefan Roos                     | Es gibt doch noch kleine Wunder         | 06.                | 045                |
| 13                | Monique                         | Ich möchte noch einmal dein Lachen sehn | 06.                | 045                |
| 12                | Thomas Tritten                  | Jesses nei                              | 08.                | 044                |
| 03                | Monika Kaelin                   | Ein bisschen Glück                      | 09.                | 042                |
| 07                | Roland                          | Ein Herz, das liebt                     | 10.                | 040                |
| 08                | Vreni und Rudi                  | Träum nicht nur dein Leben              | 11.                | 035                |
| 11                | Bill Banger Band                | Fernweh                                 | 12.                | 032                |
| 09                | Amarillos                       | Wenn du nicht mehr da bist              | 13.                | 015                |
| 02                | Stephanie Lindbergh             | Wenn Kinderaugen strahlen               | 14.                | 011                |
| 01                | Keiser Chörli Strengelbach      | S’Buuremanndli                          | 15.                | 010                |
| Veranstaltungsort | Veranstaltungsort               | Kursaal Interlaken                      | Kursaal Interlaken | Kursaal Interlaken |

## Die Platzierung der deutschen Vorentscheidung 1998
Die genaue Platzierung der Titel wurde nicht bekannt gegeben. Daher werden alle Titel nach ihrer Startfolge aufgelistet, wobei zunächst die fünf Titel genannt werden, die ins Finale kamen.
| Startnr.          | Interpret                              | Titel                        | Platz              | %                  |
| ----------------- | -------------------------------------- | ---------------------------- | ------------------ | ------------------ |
| 05                | Oswald Sattler                         | Eldorado                     | 0?                 | ?                  |
| 06                | Margitta und ihre Töchter              | Liebe macht alles wieder gut | 0?                 | ?                  |
| 11                | Jürgen Kern                            | Für immer und ewig           | 0?                 | ?                  |
| 12                | Hella und Maxi                         | Rosenzeit                    | 0?                 | ?                  |
| 14                | Angela Wiedl                           | Wer die Heimat liebt         | 0?                 | ?                  |
| 01                | Florian Silbereisen                    | Der Bär is’ los              | 0?                 | ?                  |
| 02                | Martina Witt                           | Zigeuneraugen                | 0?                 | ?                  |
| 03                | Carina Cristin                         | Komm mit ins Regenbogenland  | 0?                 | ?                  |
| 04                | Sibylle                                | Zwei weiße Möwen             | 0?                 | ?                  |
| 07                | Rieserferner                           | Als ob die Sonne schweigt    | 0?                 | ?                  |
| 08                | Silke Fischer                          | Papi Papillon                | 0?                 | ?                  |
| 09                | Katharina Herz und Torsten Benkenstein | Addio                        | 0?                 | ?                  |
| 10                | Ulli Wanders                           | Daheim, da ist mein Nesterl  | 0?                 | ?                  |
| 13                | Jenny und Jonny                        | Die Liebe braucht Liebe      | 0?                 | ?                  |
| 15                | Matthias Lenz                          | Das letzte Abendrot          | 0?                 | ?                  |
| Veranstaltungsort | Veranstaltungsort                      | Freiheitshalle Hof           | Freiheitshalle Hof | Freiheitshalle Hof |

## Die Platzierung der österreichischen Vorentscheidung 1998
Die ersten fünf Titel kamen ins Finale. Die genaue Platzierung, die Startnummern der Titel und der Veranstaltungsort wäre noch zu ergänzen.
| Startnr.          | Interpret               | Titel                           | Platz | Punkte |
| ----------------- | ----------------------- | ------------------------------- | ----- | ------ |
| ?                 | Zellberg Buam           | Urig und echt                   | 01.   | ?      |
| ?                 | Jakob Bergmann          | Mir sein Tiroler                | 0?    | ?      |
| ?                 | Die Muntermacher        | Glaub’ an das Glück             | 0?    | ?      |
| ?                 | Ennstal Spatzen         | Zauberflöte                     | 0?    | ?      |
| ?                 | Die jungen Zellberger   | Drauf san mir stolz             | 0?    | ?      |
| ?                 | Anni Jäger              | Du lässt mich abends nie allein | 0?    | ?      |
| ?                 | Duo Sunshine            | Du und ich                      | 0?    | ?      |
| ?                 | Chris Werner            | Ein kleines Lächeln             | 0?    | ?      |
| ?                 | Zillertaler Haderlumpen | Hey du                          | 0?    | ?      |
| ?                 | Steirerbluat            | I mag die Sonn’                 | 0?    | ?      |
| ?                 | Die Haderlumpen         | Ich denke jede Nacht an dich    | 0?    | ?      |
| ?                 | Monika Martin           | Klinge mein Lied                | 0?    | ?      |
| ?                 | Kurt Elsasser           | Lass mich dein Freund sein      | 0?    | ?      |
| ?                 | Eva-Maria               | Signore Paganini                | 0?    | ?      |
| ?                 | Petra und Die Könige    | Wir hab’n euch lieb             | 0?    | ?      |
| Veranstaltungsort | Veranstaltungsort       | ?                               | ?     | ?      |

## Die Platzierung des Grand Prix der Volksmusik 1998
| Startnr.          | Land              | Interpret                       | Titel                        | Platz                       | Punkte                      |
| ----------------- | ----------------- | ------------------------------- | ---------------------------- | --------------------------- | --------------------------- |
| 03                | CH                | Francine Jordi                  | Das Feuer der Sehnsucht      | 01.                         | 61                          |
| 05                | A                 | Die Muntermacher                | Glaub’ an das Glück          | 02.                         | 59                          |
| 15                | CH                | Adrian Eugster                  | Tagträume                    | 03.                         | 53                          |
| 10                | D                 | Margitta und ihre Töchter       | Liebe macht alles wieder gut | 04.                         | 50                          |
| 11                | A                 | Ennstal Spatzen                 | Zauberflöte                  | 05.                         | 45                          |
| 13                | D                 | Oswald Sattler                  | Eldorado                     | 06.                         | 43                          |
| 08                | A                 | Zellberg Buam                   | Urig und echt                | 07.                         | 39                          |
| 14                | A                 | Die jungen Zellberger           | Drauf san mir stolz          | 08.                         | 38                          |
| 04                | D                 | Jürgen Kern                     | Für immer und ewig           | 09.                         | 31                          |
| 09                | CH                | Markus Rüger                    | Ich mach es, wenn du lachst  | 10.                         | 26                          |
| 12                | CH                | Stixi und Sonja                 | Im Appenzellerland           | 11.                         | 24                          |
| 06                | CH                | Carlo Brunner & Philipp Mettler | Romantische Brise            | 12.                         | 18                          |
| 02                | A                 | Jakob Bergmann                  | Mir sein Tiroler             | 13.                         | 16                          |
| 01                | D                 | Angela Wiedl                    | Wer die Heimat liebt         | 14.                         | 12                          |
| 07                | D                 | Hella und Maxi                  | Rosenzeit                    | 15.                         | 07                          |
| Veranstaltungsort | Veranstaltungsort | Stadthalle Wien, Österreich     | Stadthalle Wien, Österreich  | Stadthalle Wien, Österreich | Stadthalle Wien, Österreich |

Die Titel erschienen auch auf einer CD.